# Monteleone di Puglia
Monteleone di Puglia je italská obec v provincii Foggia v oblasti Apulie.
V roce 2012 zde žilo 1 045 obyvatel.

## Sousední obce
Accadia, Anzano di Puglia, Ariano Irpino (AV), Panni, San Sossio Baronia (AV), Sant'Agata di Puglia, Savignano Irpino (AV), Zungoli (AV)

## Vývoj počtu obyvatel
Zdroj: 